# FacePay
FacePay (Оплата лицом, Система биометрической оплаты, Оплата улыбкой) — российская система, опирающаяся на биометрическую идентификацию участника (как правило, плательщика). Технологическим партнером проекта Face Pay Московского метрополитена стала компания VisionLabs. Основателем компании VisionLabs является Александр Ханин. В феврале 2022 года компанию VisionLabs B.V. приобрело ПАО «МТС».

## Технология

### Общественный транспорт

#### Москва
Регистрация в системе производится при помощи специального мобильного приложения. Для проведения оплаты система требует привязки к учётной записи карты «Тройка» и банковской карты, а также сделать фотографию лица. На полу перед турникетами, которые оснащены «умными камерами», подключёнными к платёжной системе наклеен чёрный стикер с надписью Face Pay. Для уверенного опознания лица требуется, чтобы не менее 40% лица было открыто, поэтому система может распознать лица, частично закрытые медицинскими масками.

## Внедрение

### Общественный транспорт

#### Москва
11 сентября 2019 года система была запущена в экспериментальном режиме на станции метро «Сухаревская» Московского метрополитена. Для обеспечения прохода пассажиры должны были установить на свой телефон специальное приложение, которое обеспечивало первоначальную регистрацию в системе. В системе были использованы технологии компании VisionLabs, принадлежавшей Сберу.
18 декабря 2019 года на территории московского метрополитена было начато тестирование системы биометрической идентификации и контроля доступа в технологические помещения. Тестирование проводили Ассоциация Финансовых Технологий и ЦБ РФ.
15 октября 2021 года состоялся запуск Face Pay на всех станциях московского метро.
Первой станцией Московского метрополитена, на которой оплата по технологии Face Pay доступна на всех турникетах, стала станция «Проспект Мира» Калужско-Рижской линии.

В 2022 году было запущено тестирование системы в одном из автобусов московского магистрального маршрута № м3.

Система биометрической оплаты (Face Pay)
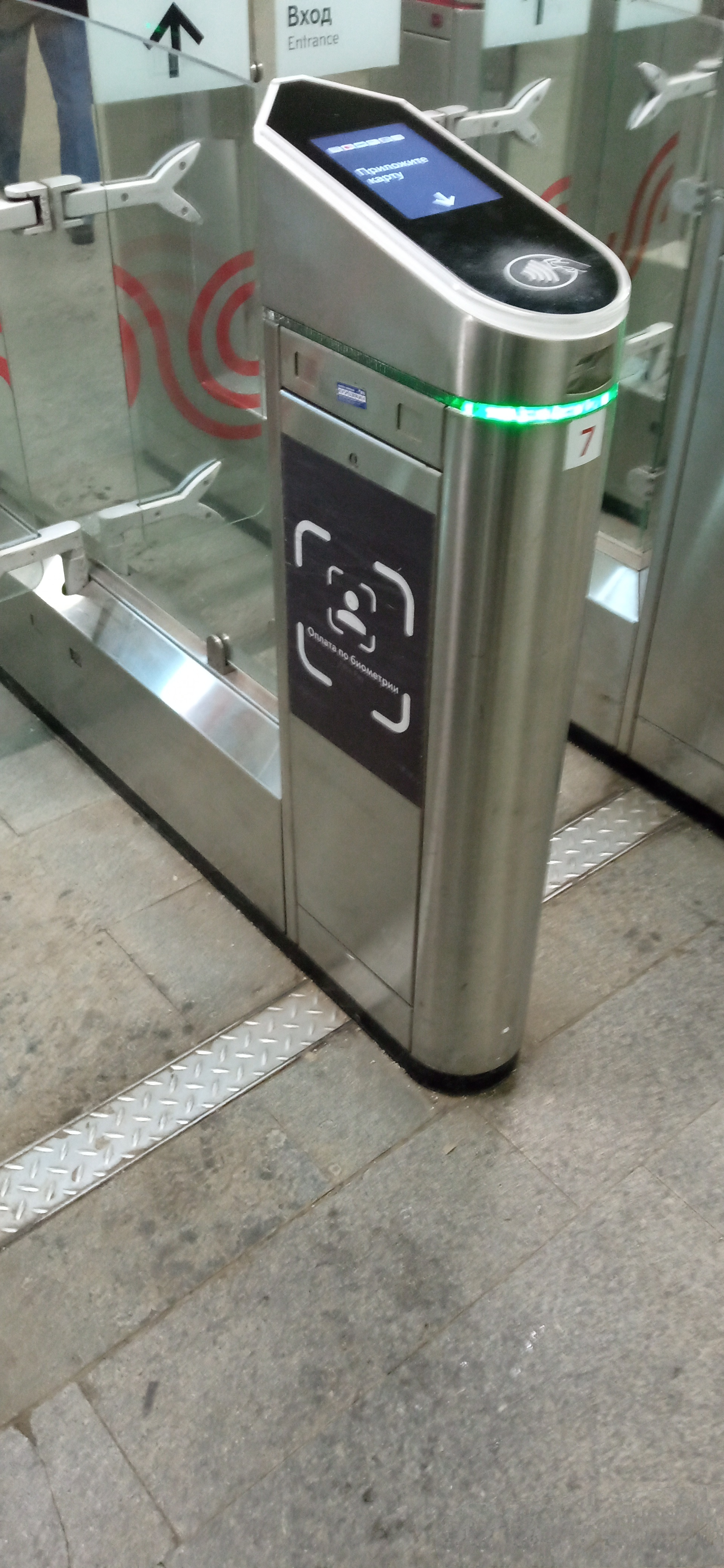
Турникет Системы биометрической оплаты (Face Pay),  Бульвар Дмитрия Донского
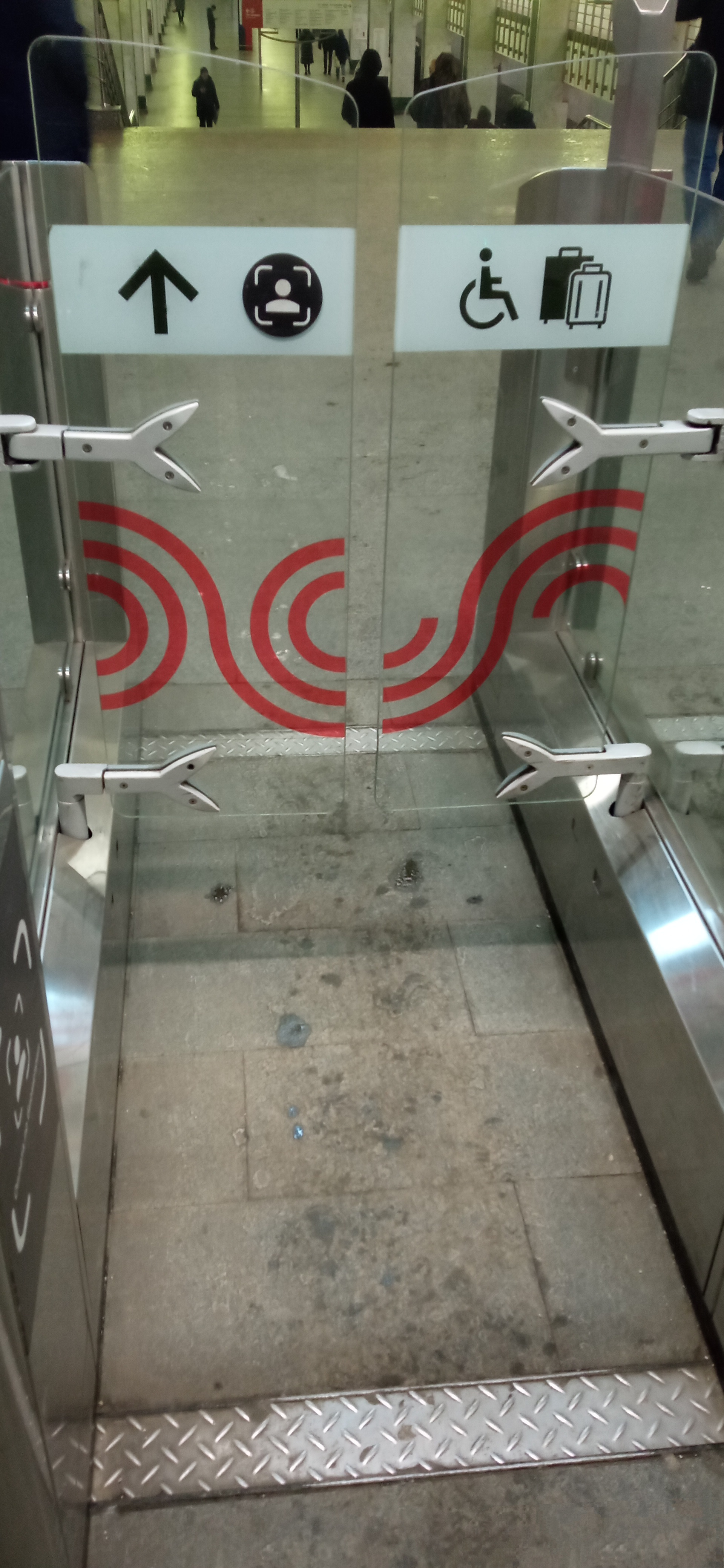
Створки турникета, подключенного к системе биометрической оплаты (Face Pay),  Бульвар Дмитрия Донского

#### Санкт-Петербург
В 2022 году Петербургский метрополитен начал тестирование технологии оплаты с использованием распознавания лиц на станции «Гостиный двор».
В 2023 году ООО «Транспортная концессионная компания», оператор трамвайной сети «Чижик», объявил о планах запустить технологии оплаты с использованием распознавания лиц на борту своих трамваев в 2024 году.

#### Казань
О планах ввести оплату с помощью биометрии в Казанском метрополитене стало известно ещё в 2023 году. Тогда же были озвучены планы ввести систему оплаты с помощью биометрии и в остальных метрополитенах России. В качестве первоначального срока запуска был назван июнь 2024 года, однако этот срок был сорван. Система была запущена в полном объёме 30 августа 2024 года. Система получила название «Face2», её разработчик — Ак Барс Банк. Для доступа к функции необходимо зарегистрироваться в ЕБС, а затем привязать оплату по биометрии к банковскому счёту в мобильном приложении «СБПэй» (так как оплата технически проходит через Систему быстрых платежей).

#### Алма-Ата
???

#### Ташкент
В ноябре 2021 года было начато тестирование системы на станции «Буюк Ипак йули» Ташкентского метрополитена.

### Розничная торговля
В марте 2021 года оплата по биометрии была запущена в магазинах торговых сетей «Пятёрочка» и «Перекрёсток».

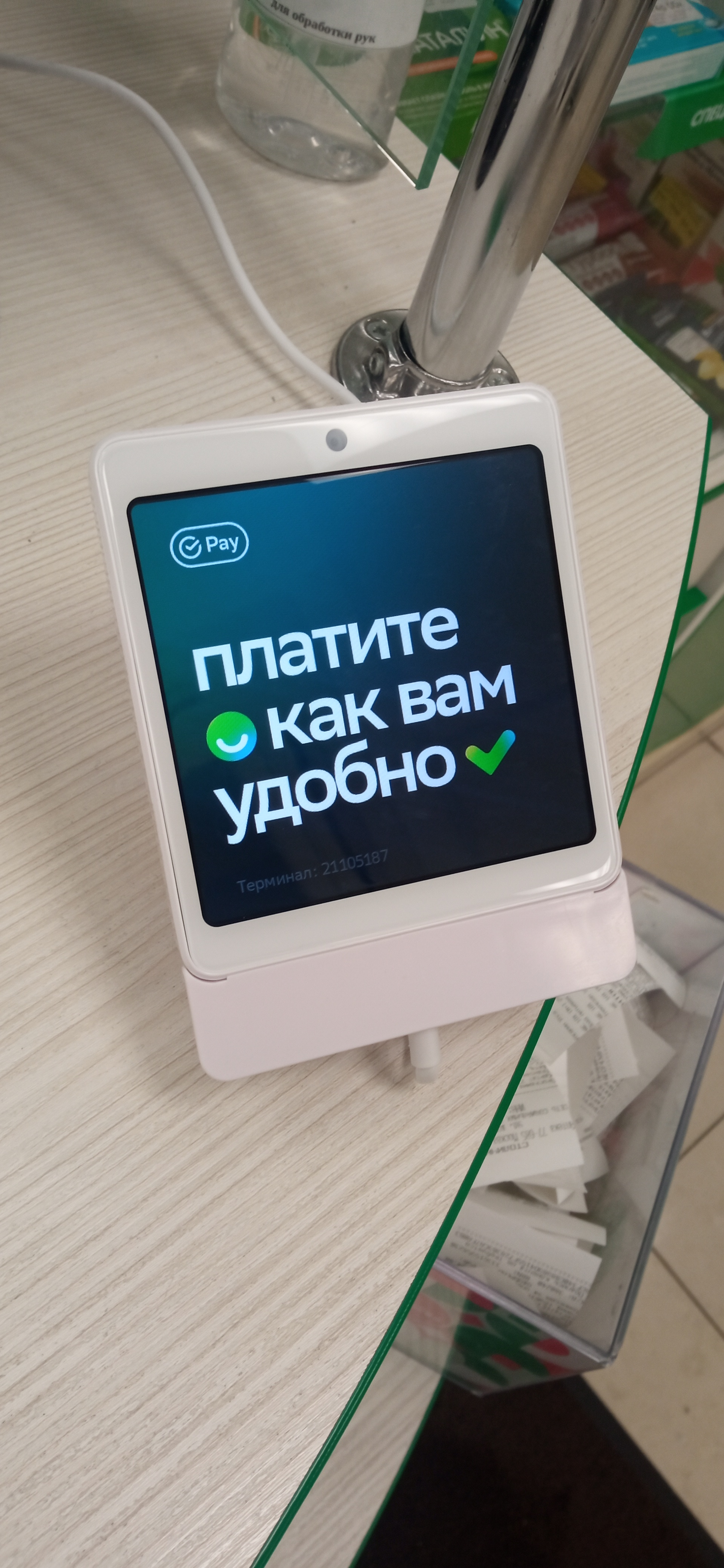
POS-терминал Сбербанка, декабрь 2023 года. Отличается сенсорным экраном, принимает оплату картой, QR и оплату с помощью биометрии

В 2023 году Сбербанк объявил о планах расширить оплату по биометрии. Для этого Сбербанк устанавливает новые POS-терминалы с сенсорным экраном, которые принимают оплату банковскими картами (и мобильными приложениями), оплату с помощью QR-кода, и оплату с помощью технологии распознавания лиц (на самом терминале установлена камера). В будущем Сбербанк планирует сделать эту технологию доступной не только для клиентов банка, но и для лиц, использующих ЕБС.

### Другое

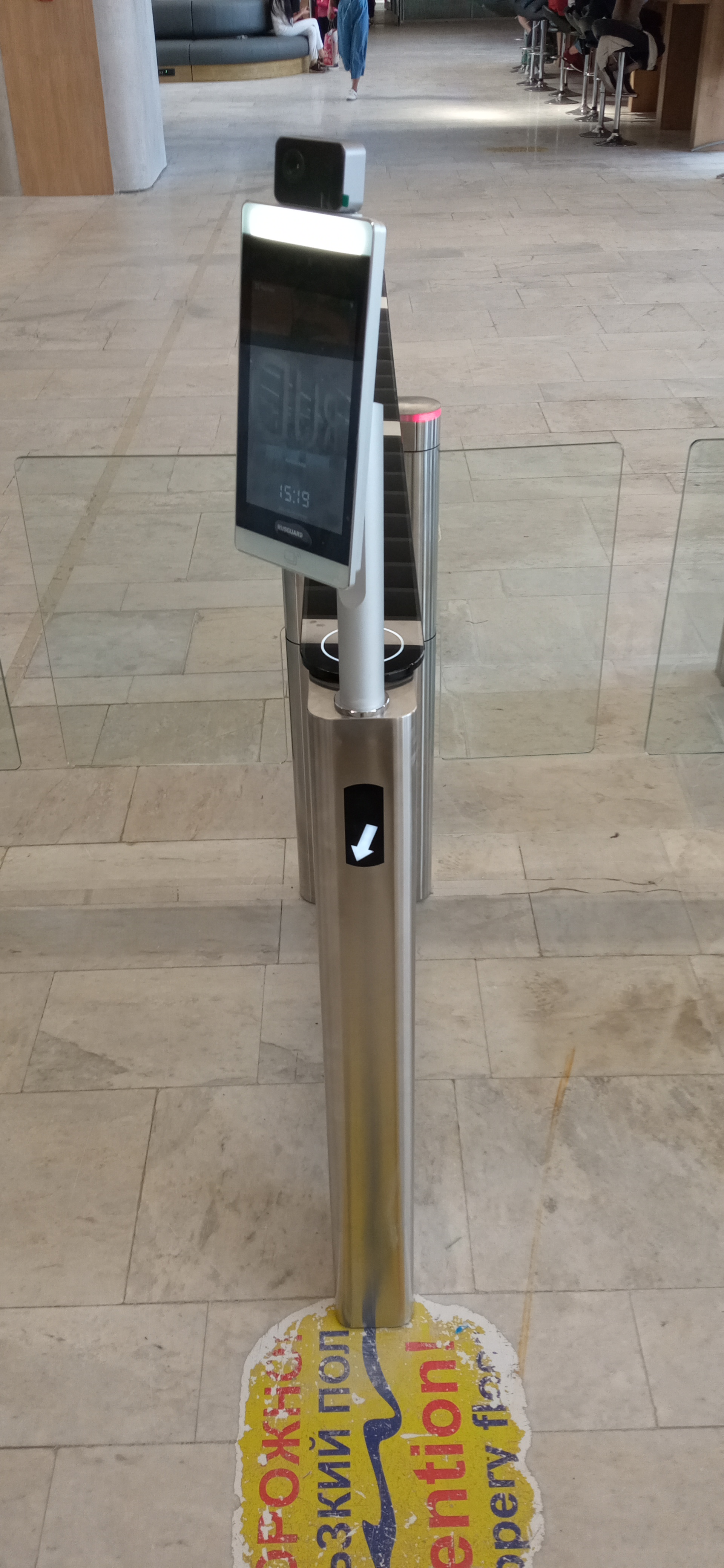
Турникет с камерой системы распознавания лиц в РУДН. За камерой — круглая мишень для пластикового пропуска

В 2022 году Российский университет дружбы народов внедрил Face ID на турникетах для входа и выхода в ряде зданий университета.

## Критика

### Общественный транспорт

#### Москва
Председатель отдела внешних церковных связей Московского патриархата Русской православной церкви (РПЦ) митрополит Волоколамский Иларион указал на потенциальную возможность утечки изображений лиц отдельных пользователей из базы данных системы и призвал к тому, что использование системы должно оставаться исключительно добровольным, по собственному выбору пассажира метро.
Мэр Москвы Сергей Собянин высказал удивление неожиданной популярностью системы, посетовав на сложность регистрации:
Мы думали, что никто не будет записывать, кому охота себя фотографировать, заводить в систему свои данные, привязывать банковский счёт — это же с ума сойти. 15 тысяч за несколько недель записались.Мэр Москвы Сергей Собянин, РИА Новости